# تهران‌ویلا
محله تهران ویلا درخیابان ضلع شمالی ستارخان (تاج سابق) درتهران بین شهرآرا و پاک شمالی از شرق و غرب و بین ستارخان و کوی نویسندگان از جنوب و شمال قرار گرفته‌است که بعد از ساخت پل ستارخان (تاج) خیابان اصلی آن به دو نیم تقسیم شد.
محله تهران ویلا از آن جهت دارای اهمیت است که اولین ساخت مدرن شهرسازی تهران بود. در این خیابان برای اولین بار از شماره به جای نام خیابان‌های فرعی استفاده شد و خانه‌های این محله دارای ساختمان بین دو حیاط در دو طرف ساختمان بودند. تهران ویلا در واقع سرفصل یک سری شهرسازی‌های بنیاد پهلوی بود که به دلیل سرعت رشد تهران و مسائل سیاسی که در آن دوران پیش آمد نیمه کاره ماند و در شهرک غرب به بلوغ رسید. شروع ساخت این محله در سال ۱۳۳۰ با ساخت پارک تهران ویلا و خیابان کشی آغاز شد.
محله و سه راه تهران ویلا در مجاورت محله‌های شهرآرا و دریان نو واقع شده و پارک تهران ویلا و مسجد حضرت مهدی را در خود جای داده‌است.

## کوی نویسندگان
کوی نویسندگان نام محله و مجتمع مسکونی نسبتاً بزرگی است در تهران‌ویلا.
معروفیت کوی نویسندگان به لحاظ اقامت و زندگی چهره‌های سرشناس مطبوعاتی خصوصاً روزنامه‌نگاران، خبرنگاران و نویسندگان و اهالی ادب و هنر مانند ذبیح‌الله منصوری می‌باشد.
عمر کوی نویسندگان حدوداً ۴۸ سال است و در سال ۵۳ بنا شده‌است.

## موقعیت جغرافیایی
این مجتمع مسکونی در جنوب شرقی تقاطع بزرگراه شیخ فضل‌الله نوری و بزرگراه جلال آل‌احمد واقع شده و از شمال به محله گیشا و از جنوب به محله شهرآرا منتهی می‌شود.